# Bài Hồi giáo
Bài Hồi giáo (tiếng Anh: Islamophobia) là nỗi sợ hãi, thù hận hoặc định kiến chống lại tôn giáo Hồi giáo hoặc Hồi giáo nói chung, đặc biệt khi được coi là một lực lượng địa chính trị hoặc nguồn gốc của khủng bố.
Phạm vi và định nghĩa chính xác của thuật ngữ Bài Hồi giáo  vẫn còn được tranh luận. Một số học giả coi đây là một dạng bài ngoại hoặc phân biệt chủng tộc, một vài người coi Bài Hồi giáo và phân biệt chủng tộc là những hiện tượng có liên hệ chặt chẽ, trong khi những người khác phản đối; chủ yếu là do đây là tôn giáo chứ không phải chủng tộc.
Nguyên nhân và đặc điểm của bài Hồi giáo vẫn còn được tranh luận. Một số nhà bình luận đã đặt ra sự gia tăng bài Hồi giáo do vụ tấn công ngày 11 tháng 9, sự trỗi dậy của Nhà nước Hồi giáo Iraq và Levant, các cuộc tấn công khủng bố khác ở châu Âu và Hoa Kỳ gây ra bởi những người Hồi giáo cực đoan, trong khi những người khác liên quan đến sự hiện diện ngày càng tăng của người Hồi giáo ở Hoa Kỳ và Liên minh Châu Âu. Các học giả S. Sayyid và Abdoolkarim Vakil cho rằng Hồi giáo là một phản ứng trước sự xuất hiện của một bản sắc công giáo Hồi giáo khác biệt trên toàn cầu.